# Nieul-lès-Saintes
Nieul-lès-Saintes település Franciaországban, Charente-Maritime megyében. Lakosainak száma 1213 fő (2022. január 1.). Nieul-lès-Saintes La Clisse, Corme-Royal, Les Essards, Pessines, Saint-Georges-des-Coteaux, Saintes és Soulignonne községekkel határos.

## Népesség
A település népességének változása:
| Lakosok száma | 636  | 763  | 953  | 979  | 1138 | 1190 | 1252 | 1262 | 1266 | 1213 |
|               | 1968 | 1982 | 1990 | 2006 | 2013 | 2015 | 2017 | 2019 | 2020 | 2022 |